# ザルツブルクリンク
ザルツブルクリンク(Salzburgring)は、オーストリアのザルツブルク郊外にある、1周4.24km、2本の長いストレート中心の高速サーキット。
かつてはロードレース世界選手権の開催地の一つとして数えられていたが、近年は小規模なイベントに使用されるのみである。